# Thera distracta
Thera distracta är en fjärilsart som beskrevs av Sterneck 1928. Thera distracta ingår i släktet Thera och familjen mätare. Inga underarter finns listade i Catalogue of Life.